# Oliviero Carafa
Oliviero Carafa (ur. 10 marca 1430, zm. 20 stycznia 1511) – włoski duchowny, kardynał.

## Życiorys
Pochodził z rodziny hrabiów Matalona. Studiował w Neapolu, uzyskując tytuł doktora prawa. 18 listopada 1458 wybrany arcybiskupem Neapolu. Zrezygnował z tej funkcji 20 września 1484 na rzecz swojego brata Alessandro. W okresie sierpień 1503 – kwiecień 1505 ponownie zarządzał archidiecezją jako administrator apostolski. W 1467 na prośbę króla Neapolu Ferdynanda I Paweł II mianował go kardynałem prezbiterem kościoła SS. Marcelino e Pietro, który 3 lata później wymienił na kościół S. Eusebio. W grudniu 1471 Sykstus IV mianował go legatem w królestwie Neapolu oraz admirałem floty papieskiej. Odniósł kilka znaczących zwycięstwem nad flotą turecka – przyniosły mu one sławę wybitnego dowódcy wojskowego, którą cieszył się aż do śmierci. W nagrodę awansował do rangi kardynała-biskupa Albano (1476-83). Dzierżył wiele kościelnych beneficjów m.in. był opatem komendatoryjnym SS. Trinita di Cava (1485-97), administratorem diecezji Salamanka (1491-94), Rimini (1495-97), Kadyksu (1495-1511), Chieti (1500-01), Cajazzo (1506-07) i Terracina (1507-10), komendatariuszem wielu klasztorów i pomniejszych beneficjów. Był patronem artystów, wspierał rozwój druku, duże sumy przeznaczał na działalność dobroczynną, fundował kościoły, szpitale i klasztory, zwł. w Rzymie i Neapolu.
W 1483 został kardynałem-biskupem Sabiny. Za pontyfikatu Innocentego VIII z powodzeniem działał jako ambasador królestwa Neapolu w Rzymie. Na konklawe 1492, które wybrało Rodrigo Borgię na papieża Aleksandra VI, był wysuwany jako kandydat do tiary. W wyniku tej elekcji stał się nowym dziekanem Św. Kolegium Kardynalskiego. Pomimo że od 1473 pełnił obowiązki protektora zakonu dominikanów, nie podjął się obrony Savonaroli w 1497. Stał na czele komisji kardynalskiej mającej przygotować projekt reformy Kościoła (1497), był też członkiem komisji ds. finansowania krucjaty (1501). Kardynał-biskup Ostia e Velletri od listopada 1503 r. Za pontyfikatu Juliusza II był jednym z jego najważniejszych doradców. W 1510 roku z powodu zaawansowanego wieku uzyskał dyspensę od czynnego uczestnictwa w pracach Kolegium Kardynałów. Zmarł w Rzymie mając niespełna 81 lat.
Jeden z jego krewnych, Gian Pietro, któremu wydatnie pomógł na początku jego kościelnej kariery, został w 1555 papieżem Pawłem IV.